# Phycobiline

Structure de la phycoérythrobiline.

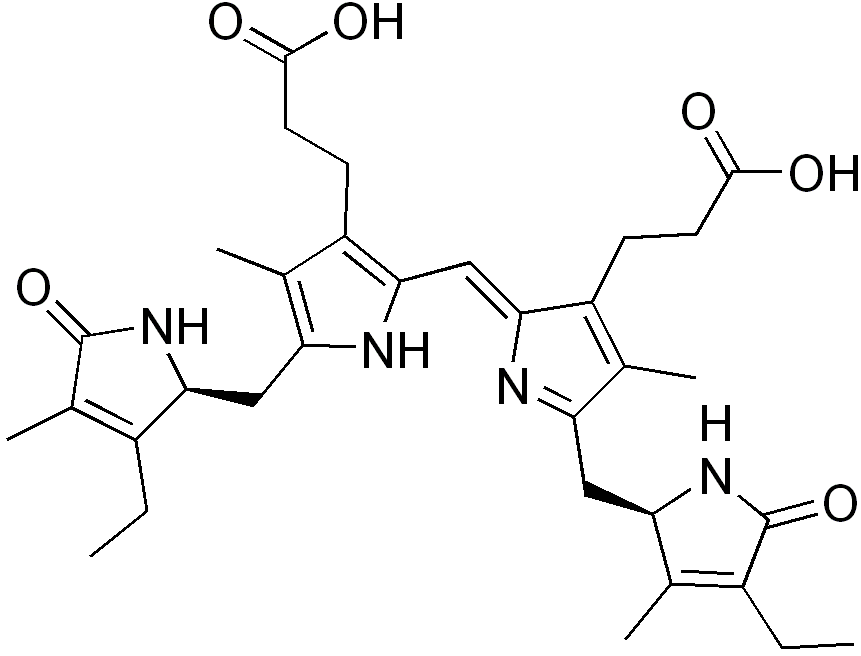
Structure de la phycourobiline.

Structure de la phycocyanobiline.

Une phycobiline est un chromophore présent chez les cyanobactéries et dans les chloroplastes — plus précisément dans le lumen des thylacoïdes — des algues rouges, des glaucophytes et des cryptophytes. On n'en trouve donc pas chez les algues vertes et les plantes. Les phycobilines ont la particularité d'être liées par covalence à des protéines solubles dans l'eau appelées phycobiliprotéines. Elles récupèrent de l'énergie lumineuse qu'elles transfèrent ensuite aux chlorophylles pour accroître le rendement de la photosynthèse.
Les phycobilines sont particulièrement efficaces pour absorber la lumière rouge, orange, jaune et verte, qui ne sont pas absorbées de façon optimale par la chlorophylle a ; on en compte quatre :
1. la phycoérythrobiline absorbe le rouge,
2. la phycourobiline absorbe l'orange,
3. la phycocyanobiline (ou phycobiliverdine) absorbe le bleu,
4. la phycoviolobiline (ou phycobilivioline) absorbe le violet et est présente dans la phycoérythrocyanine.

Les organismes qui se développent dans des eaux peu profondes ont tendance à contenir des phycobilines qui absorbent la lumière rouge et orange, tandis que ceux qui se développent en eaux plus profonde contiennent davantage de phycobilines qui absorbent la lumière verte, plus abondante à ces profondeurs.
Les phycobilines émettent de la lumière par fluorescence à des longueurs d'onde spécifiques, ce qui les fait souvent utiliser dans la recherche comme marqueurs chimiques, par exemple en combinant des phycobiliprotéines à des anticorps selon une technique appelée immunofluorescence.